# 90 (عدد)
90 (تسعون) هو عدد طبيعي يلي العدد 89 ويسبق العدد 91.